# Стовпова система розробки корисних копалин

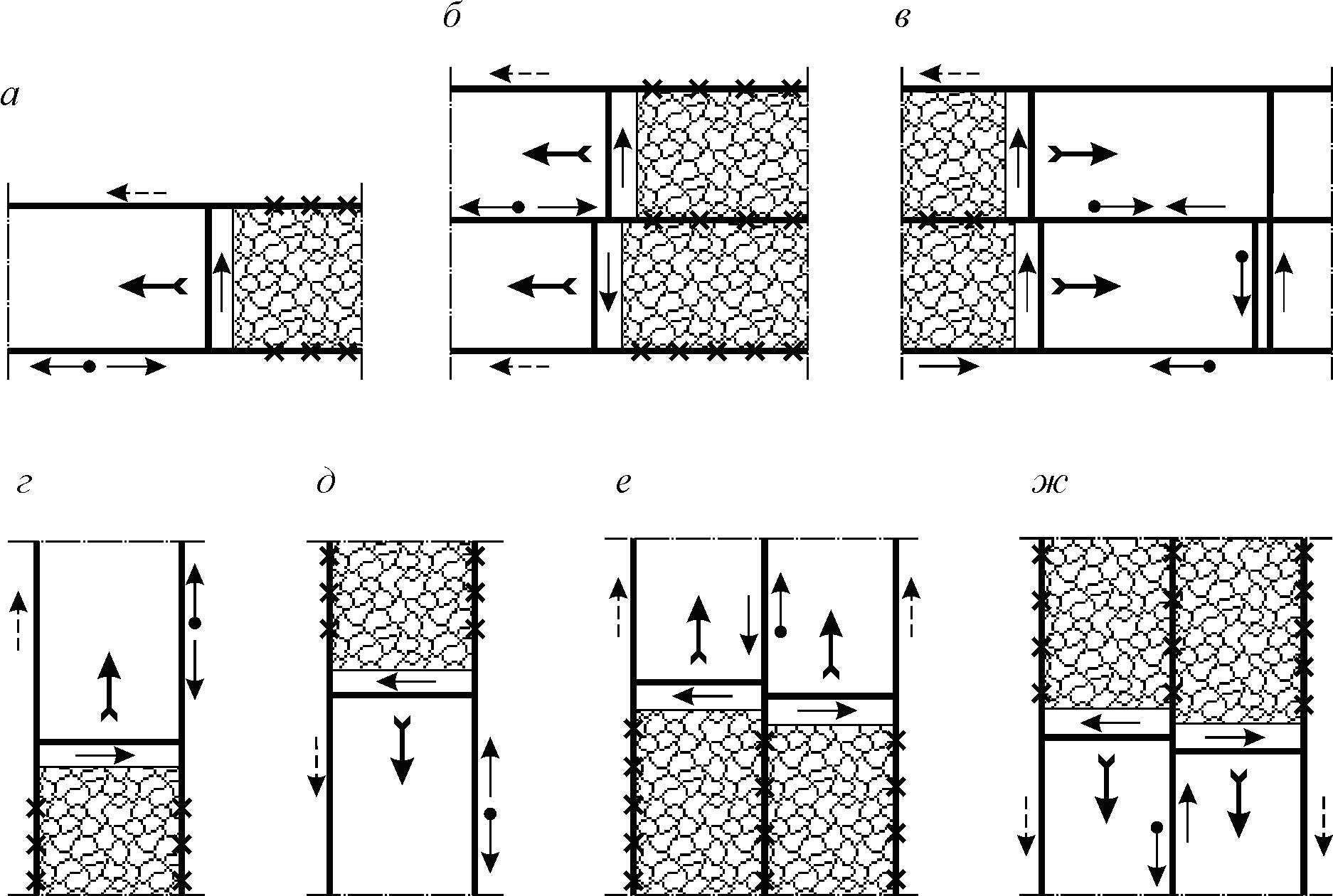
Рисунок 1 — Різновиди стовпових систем розробки: а, б, в — з виїмкою лавами за простяганням, відповідно, лава-ярус (поверх), спареними лавами в ярусі (поверсі), з поділенням поверху на підповерхи; г — з виїмкою одинарними лавами за підняттям; д — те ж за падінням; е — з виїмкою спареними лавами за підняттям; ж — те ж за падінням.

Система розробки родовища стовпова — системи розробки родовища що характеризуються спершу оконтурюванням окремих ділянок в пласті що називаються стовпами, і тільки після цього виконанням очисної виїмки.

## При підземній розробці вугільних родовищ
При підземній розробці вугільних родовищ системи розробки родовища стовпові характеризуються тим, що до початку ведення очисних робіт по пласту раніше проводять підготочі виробки, якими в пласті оконтурюють окремі ділянки, що називаються стовпами, і тільки після цього приступають до очисної виїмки. Відрізняються такими ознаками: — очисні і підготовчі роботи розділені за часом і в просторі; — виймальні виробки підтримуються в незайманому масиві вугілля або ж в зоні сталого гірничого тиску і, як правило, гасяться позаду очисного вибою. Виїмкові стовпи довгою стороною можуть розташовуватися за простяганням пласта, за підняттям (падінням), а також діагонально до них. Стовпові системи розробки застосовуються при будь-яких способах підготовки шахтного поля, але частіше на пологих пластах при панельній підготовці, а на пластах з кутами падіння до 10° — при погоризонтній. Загальними перевагами стовпових систем розробки є: — добрий стан транспортних виїмкових виробок, що знаходяться в масиві вугілля, та малі витрати на їх підтримку; — ліквідація взаємних завад в роботі по проведенню виїмкових виробок і вийманню вугілля, що дозволяє ефективно використати високопродуктивну техніку для очисних і підготовчих вибоїв; — детальна розвідка пласта в період підготовки стовпів, що дає змогу своєчасно виявити геологічні порушення. Основні недоліки стовпових систем розробки: — значний обсяг проведення підготовчих виробок до початку ведення очисних робіт, що подовжує термін вводу лав в експлуатацію і обумовлює значні капітальні витрати; — складні умови провітрювання підготовчих виробок значної довжини в період їх проведення.

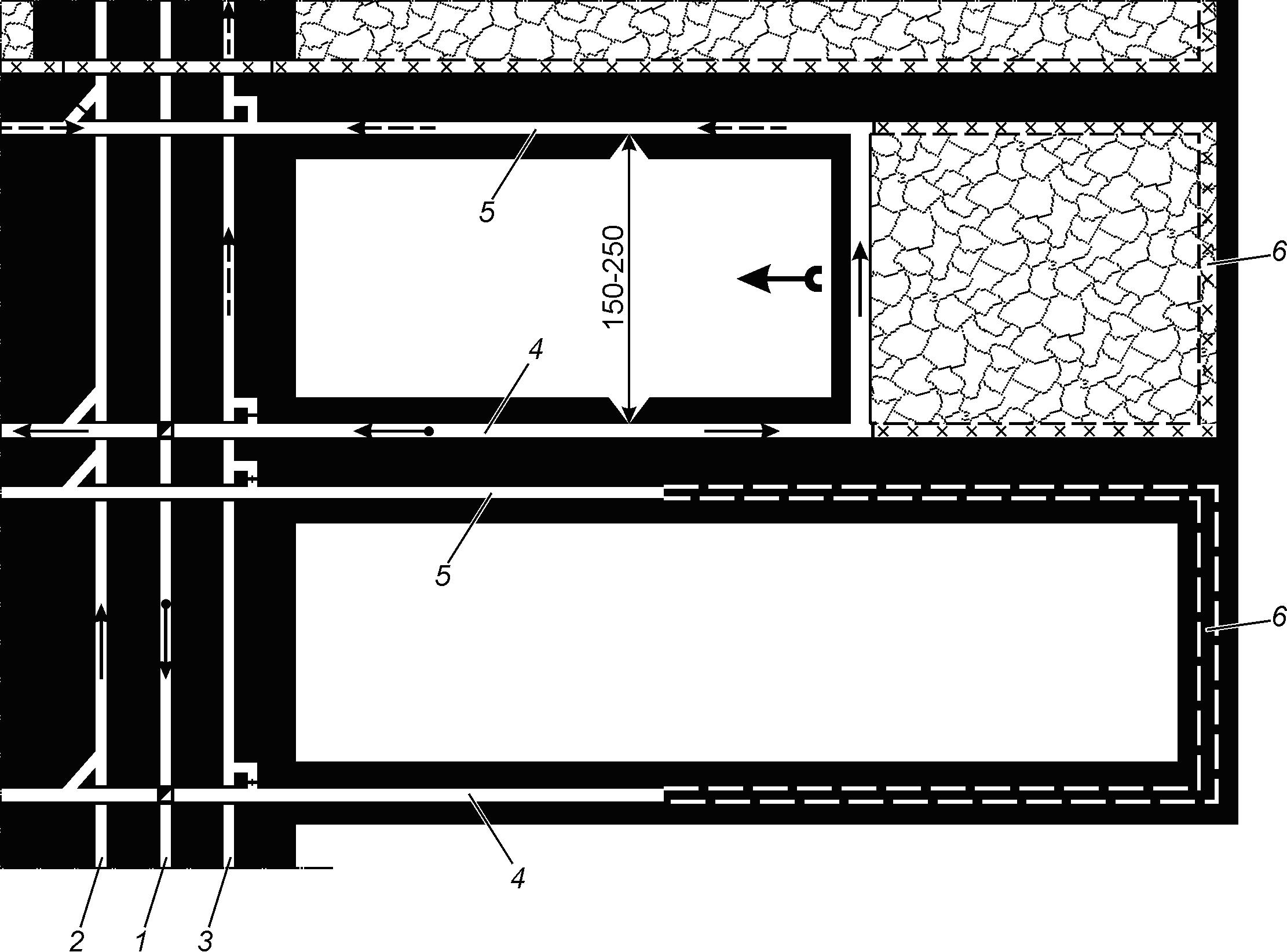
Рисунок 2 — Стовпова система розробки лава-ярус:
1 — панельний бремсберг; 2 — допоміжний бремсберг; 3 — вентиляційний хідник;
4 — ярусний транспортний штрек; 5 — те ж вентиляційний; 6 — розрізна піч.

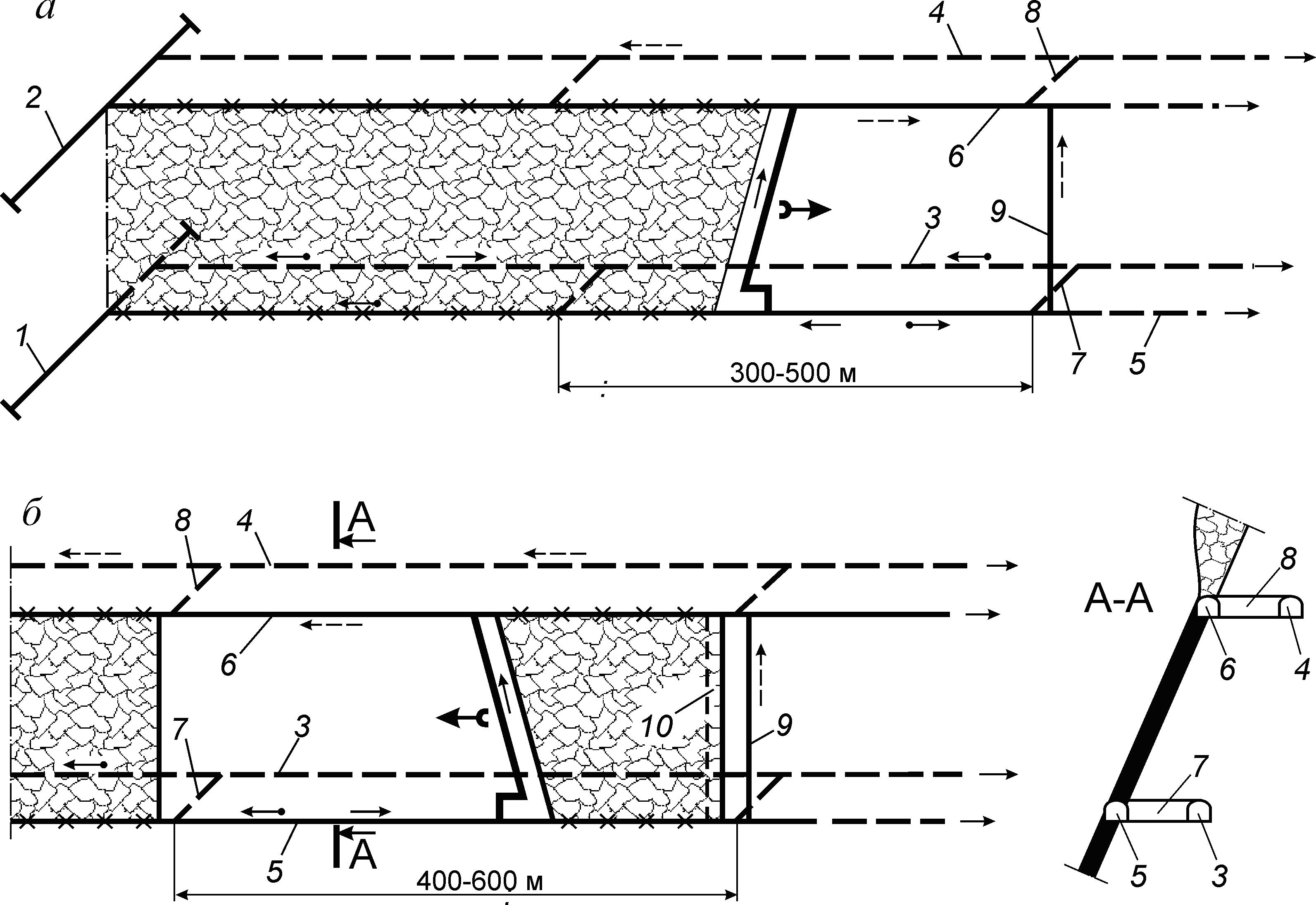
Рисунок 3 — Стовпова система розробки крутих пластів: а — з транспортуванням вугілля на передній проміжний квершлаг; б — з транспортуванням вугілля на задній проміжний квершлаг; 1 — поверховий транспортний квершлаг; 2 — те ж вентиляційний; 3 — поверховий польовий транспортний штрек; 4 — те ж вентиляційний; 5 — пластовий транспортний штрек; 6 — те ж вентиляційний; 7 — транспортний проміжний квершлаг; 8 — те ж вентиляційний; 9 — вентиляційна піч (збійка); 10 — розрізна піч.

Різновиди стовпових систем розробки (рис. 1): • при вийманні лавами за простяганням: 1) лава-ярус (поверх); 2) зі спареними лавами в ярусі (на поверсі); 3) з розділенням поверху на підповерхи; • при вийманні за підняттям чи падінням: 1) з вийманням одиночними лавами; 2) з вийманням спареними лавами. Найбільше розповсюдження знайшла система лава-ярус (рис. 2) завдяки своїй конструктивній простоті: в ярусі чи на поверсі знаходиться лише одна лава. При цій системі розробки підготовка ярусу зводиться до спорудження приймальних майданчиків біля бремсберґу чи похилу і проведення транспортного та вентиляційного штреків до межі панелі. На межі проводять розрізну піч, розміщують в ній вибійне устаткування і починають вести очисні роботи в напрямку до бремсберґу чи похилу, гасячи обидва штреки позаду вибою лави. Довжина виймальних стовпів знаходиться в межах 800–1500 м, у сприятливих умовах до 2 км. В складних умовах залягання пластів потужністю понад 2 м при невеликій довжині лави, застосовується стовпова система розробки з розділенням поверху на підповерхи і транспортуванням вугілля на передній чи задній дільничний бремсберґ. На крутих пластах стовпова система розробки з відпрацюванням від меж шахтного поля зустрічається рідко через технологічні труднощі і малі темпи проведення вентиляційних штреків по завалу. В таких випадках поверх за простяганням розділяють на виїмкові поля довжиною 400–600 м (рис.3), в межах яких і проводять підготовку стовпів; відпрацювання їх ведуть прямим ходом з транспортуванням вугілля на передній проміжний квершлаґ (а), або ж на задній (б). У першому випадку перевага в тому, що очисний вибій рухається без зупинки від одного промквершлаґу до іншого, тобто не треба проводити розрізну піч в кожному виймальному полі, а в другому випадку (б) ці роботи треба виконувати. Але в першому (а) суттєво зростає довжина транспортування вугілля груповим (польовим) штреком. При потужності пластів понад 2 м поверх розділяють на підповерхи з транспортуванням вугілля з верхніх підповерхів на передній скат.

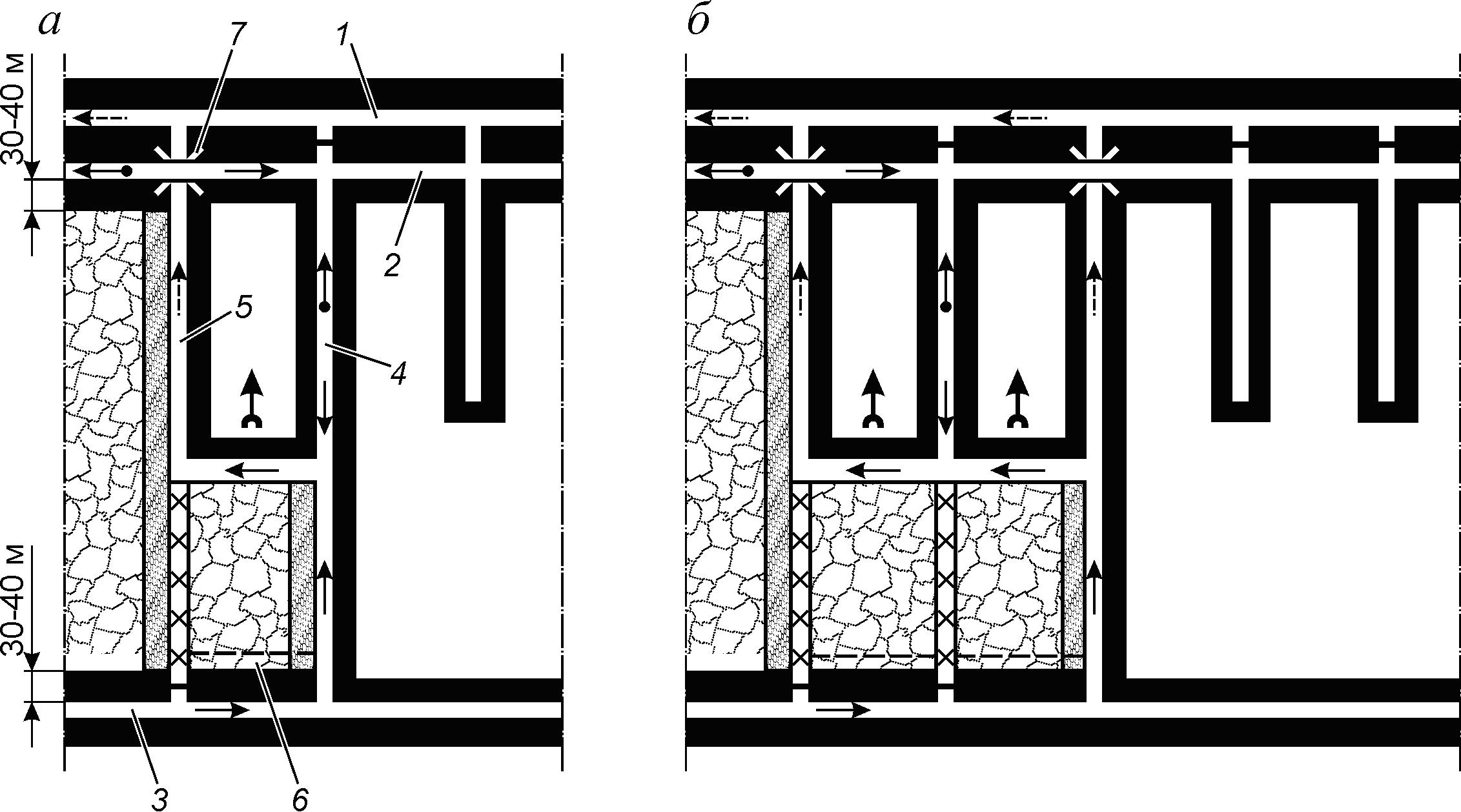
Рисунок 4 — Стовпова система розробки з виїмкою за підняттям: а — одинарними лавами; б — спареними лавами; 1 -головний (магістральний) вентиляційний штрек; 2 — те ж транспортний; 3 — те ж дренажний; 4 — виїмковий похил; 5 — вентиляційний хідник; 6 — розрізний просік; 7 — кросинг.

Системи розробки довгими стовпами за підняттям та падінням застосовуються при погоризонтній підготовці шахтного поля, тобто при кутах падіння до 10о, і з такою регламентацією пластів за потужністю та обводненню: — для необводнених пластів — до 2 м з вийманням за підняттям (а) і необмеженою потужністю з вийманням лавами за падінням (б); — для обводнених пластів — до 2 м з вийманням за підняттям. Зустрічаються різновиди системи з вийманням одиночними лавами (рис. 4 а) та спареними лавами (б). Останні мають перевагу в зменшенні обсягу проведення виймальних виробок, але мають той недолік, що середня транспортна виробка на сполученні лав зазнає підвищеного гірничого тиску і потребує значних зусиль і витрат на підтримку її в робочому стані. Тому частіше, особливо на великій глибині, застосовується різновидність системи з вийманням одиночними лавами. Загальною перевагою стовпових систем з вийманням за підняттям чи падінням є: зменшення питомого обсягу проведення підготовчих виробок порівняно з вийманням за простяганням, постійність довжини лави, повна конвеєризація транспорту та можливість розробки значно обводнених пластів (з вийманням за підняттям).
У вугільній промисловості США, Канади, Австралії широко використовується система розробки короткими стовпами, при якій панель розбивається виробками на стовпи квадратної або близької до неї форми зі стороною 20-30 м. Виробки кріплять, як правило, анкерами. Відпрацювання стовпів проводиться заходками без кріплення виробленого простору.

## При підземній розробці рудних родовищ
При підземній розробці рудних родовищ С.р.р.с. — система з розділенням шахтного поля (або поверху) в плані на прямокутні ділянки-стовпи і відпрацюванням їх одним шаром на всю потужність рудного тіла (або двома шарами — при наявності безрудного пропластка) з обваленням покрівлі за виїмкою руди для заповнення обрушеними породами виробленого простору. Такі системи застосовують при слабих і середньої стійкості покривних породах для відпрацювання горизонтальних і пологих пластоподібних рудних покладів невеликої потужності. За способом виїмки стовпів системи розділяються на варіанти з виїмкою довгих стовпів лавами або заходками. При виїмці лавами руд з коеф. тривкості менше 4-5 застосовують механізовані комплекси і комбайни; довжина лави 50-80 м. При виїмці більш міцних руд з використанням буропідривних робіт довжина лави складає при скреперній доставці 20-40 м. Відпрацювання стовпів заходками застосовується в рудних покладах при слабкій покрівлі. Ширина заходок від 2,8-3,5 до 5-7,5 м. При стійких підстилаючих породах і сприятливій гіпсометрії порід рудного тіла застосовують самохідне обладнання для відбійки, навантаження і доставки руди. Кожний довгий стовп відпрацьовують від його меж до панельного штреку односторонніми або двосторонніми заходками. При значному гірничому тиску заходки на час виїмки захищають тимчасовими ціликами руди шир. 1,5-2 м. С.р.р.с. широко застосовують при видобутку манґанових (зокрема в Україні у Нікополь-Марганецькому басейні), залізних (підприємства Лотарингії, Франція) та інш. руд. Переваги цих систем: висока продуктивність при виїмці лавами і широкими заходками в умовах комплексної механізації робіт; можливість роздільної виїмки і сортування руди; відносно невеликі втрати і розубожування; недоліки — невеликий фронт робіт, труднощі провітрювання.

## При підземній розробці розсипних талих родовищ
При підземній розробці розсипних талих родовищ С.р.р.с. — система з розділенням поля на невеликі виймальні ділянки-стовпи з розмірами від 10Х10 м (короткі) до 20Х50 м (довгі стовпи), що залежать від розмірів поля і стійкості вмісних порід. Стовпи утворюються внаслідок проведення поздовжніх (штреків) і поперечних (просік) виробок. Відпрацьовують стовпи стрічками (заходками) шир. 3-4 м. Відпрацьовані стрічки закладають породою або обвалюють. Систему відрізняють висока трудомісткість робіт, велика к-ть діючих вибоїв, складності з їх механізацією. Використовується рідко.

## При розробці розсипних багатолітньомерзлих родовищ
При розробці розсипних багатолітньомерзлих родовищ С.р.р.с. — система з розподілом шахтного поля на стовпи з шир. до 50 м і макс. довжиною, що дорівнює довжині поля або панелі. Стовпи оконтурюють трансп. і вентиляц. штреками, а також розсічками, від яких починається очисна виробка. Відпрацювання ведеться лавами на всю ширину стовпа із застосуванням буропідривної відбійки. Підготовчі і нарізні виробки не кріплять. Кріплення привибійного простору — рядами стояків. Управління покрівлею — підтримкою з допомогою кріплення і ціликів або плавним опусканням на ряди стояків (кущів). На відміну від суцільної системи може застосовуватися при будь-якій глибині розробки, оскільки не вимагає проведення великої к-сті вентиляц. шурфів. Система забезпечує високу продуктивність праці.